# 6947 Andrewdavis
6947 Andrewdavis eller 1981 ET8 är en asteroid i huvudbältet som upptäcktes den 1 mars 1981 av den amerikanska astronomen Schelte J. Bus vid Siding Spring-observatoriet. Den är uppkallad efter amerikanen Andrew M. Davis.
Asteroiden har en diameter på ungefär 4 kilometer.